# Byrdämman (Tisselskogs socken, Dalsland)
Byrdämman är en sjö i Bengtsfors kommun i Dalsland och ingår i Göta älvs huvudavrinningsområde.